# Siciliaanse kielnaaktslak
De Siciliaanse kielnaaktslak (Milax nigricans) is een slakkensoort uit de familie van de Milacidae. De wetenschappelijke naam van de soort werd in 1836 voor het eerst geldig gepubliceerd door Rodolfo Amando Philippi.

## Beschrijving
Het dier is uitgestrekt 5 tot 7,5 cm lang en ongeveer 13 mm breed. De mantel is relatief klein, slechts ongeveer 25-30% van de lichaamslengte (indien uitgerekt). Hij heeft ondiepe kuilen; tussen de ademopening en de kiel bevinden zich 14 tot 15 putjes. De rug is meestal intens zwart van kleur, lichter aan de zijkanten. Zelden komen ook lichtblauwgrijze of lichtbruine kleurvarianten voor. De juvenielen zijn nog geelachtig van kleur. Het oppervlak is grof gerimpeld en zonder laterale lengtebanden. De ademopening heeft een vaag gekleurde rand. De kiel is duidelijk geprononceerd, smal afgerond tot bijna puntig aan de bovenkant en afgeknot aan de achterkant. De zool is vuil-crèmekleurig tot lichtbruin. Het slijm is wit of kleurloos. Inwendig is onder het schild een klein schildvormig schelpje aanwezig.

### Soortgelijke soorten
De Siciliaanse kielnaaktslak is van buitenaf niet te onderscheiden van de zwarte kielnaaktslak (M. gagates). Een betrouwbare bepaling is alleen mogelijk door onderzoek van het genitaal kanaal. Bij M. gagates heeft de stimulator geen papillen aan de basis; alleen aan het vrije uiteinde zijn enkele papillen aanwezig. Gemiddeld genomen is de Siciliaanse kielnaaktslak iets groter, de mantel iets kleiner (ten opzichte van de totale lengte), het lichaam is iets lichter van kleur en de zool is monochroom. Milax ater uit Noord-Afrika heeft een stimulator zonder papillen of heeft slechts enkele uitlopers aan het vrije uiteinde.

## Geografische spreiding en leefgebied
Het oorspronkelijke verspreidingsgebied was het westelijke Middellandse Zeegebied; aan de Europese kant van Malta en Sicilië tot zuidoost-Spanje, in Noord-Afrika van Egypte en Tunesië tot Marokko en de Canarische Eilanden. De soort wordt vaak meegenomen met groenten. Het is al bewezen in een tuin in Engeland en op het veld bij München. Sinds de jaren negentig is er in Nederland een stabiele kolonie gevestigd. In Duitsland zijn tot op heden geen stabiele populaties bekend.
In Midden-Europa komt de soort bijna uitsluitend voor in cultuurland, zoals in tuinen, parken, velden en kassen. De dieren komen samen en verbergen zich vaak in grotere aantallen onder stenen, dood hout en bladafval.